# Max Körner
Max Körner – zbrodniarz hitlerowski, członek załogi niemieckiego obozu koncentracyjnego Mauthausen-Gusen i SS-Unterscharführer.
Od 18 czerwca 1944 do kwietnia 1945 pełnił służbę jako strażnik i kierownik komanda więźniarskiego w Melk, podobozie Mauthausen. Katował więźniów bijąc ich kijem lub pałką, czasem ze skutkiem śmiertelnym.
Körner został osądzony w czternastym procesie załogi Mauthausen-Gusen (USA vs. Adolf Lehmann i inni) przed amerykańskim Trybunałem Wojskowym w Dachau i skazany na dożywotnie pozbawienie wolności.